# Aba (kraï de l'Altaï)
Pour les articles homonymes, voir Aba.
Aba (en russe : Аба) est un village du raïon de la Tcharych du kraï de l'Altaï, en Russie sibérienne.en Russie. Sa population s'élevait à 45 habitants au recensement de 2021.

## Géographie
Le village de Aba se situe dans le kraï de l'Altaï, un kraï de Sibérie méridionale, en Russie, qui fait partie du district fédéral sibérien. Le village fait partie du raïon de la Tcharych, un raïon du sud du kraï dont le centre administratif est le village de Tcharychskoïe.

## Démographie
Recensements (*) et estimations de la population :
| 1926 | 2002 * | 2010* | 2021* |
| ---- | ------ | ----- | ----- |
| 760  | 130    | 96    | 45    |